# Danefæ (tv-serie)
Danefæ er en dansk dramaserie fra 2025 i seks afsnit, der er instrueret af Dagur Kari. Hovedpersonerne er arkæolog-ægteparret Ester (Lene Maria Christensen) og Michael (Anders W. Berthelsen). Hun har prioriteret ægteskabet, mens han har gjort karriere. Situationenen ændres, da hun gør en banebrydende opdagelse, som kan ændre hele Danmarkshistorien - og samtidig skaber en ægteskabelig krise.
Serien sendes på TV 2 og TV 2 Play fra 15. juni 2025.

## Handling
Ægetparret Ester (Lene Maria Christensen) og Michael (Anders W. Berthelsen) holder sølvbryllup. De er begge arkæologer. Han er direktør for Nationalmuseet, mens hun arbejder på et mindre, fynsk museum. Ester har prioriteret sit ægteskab overfor sin egen karriere. Men pludselig gør hun en banebrydende opdagelse. Et tusind år gammelt mordmysterium fra vikingetiden kan pludselig ændre hele Danmarkshistorien og samtidig også forholdet mellem de to ægtefæller.

## Medvirkende
- Lene Maria Christensen - Ester
- Anders W. Berthelsen - Michael
- Fanny Leander Bornedal - Liva, deres datter
- Carl Tange - Storm, deres søn
- Jakob Cedergren - Jack, museumsinspektør
- Sara Fanta Traore - Laura
- Birthe Neumann - Bitten, Esters mor
- Tina Gylling Mortensen - Marianne, Michaels sekretær
- Youssef Wayne Hvidtfeldt - Elliot
- Marijana Jankovic - kulturminister

## Afsnit
1. Tunneldalen (sendt på TV 2 og TV 2 Play 15. juni 2025)
2. Ulfberht (sendt på TV 2 og TV 2 Play 22. juni 2025)
3. Tvekamp (sendt på TV 2 og TV 2 Play 29. juni 2025)
4. Jelling (sendt på TV 2 og TV 2 Play 6. juli 2025)
5. Shitstorm (sendt på TV 2 og TV 2 Play 13. juli 2025)
6. Kongerøgelse (sendt på TV 2 og TV 2 Play 20. juli 2025)

## Modtagelse
Filmmagasinet Ekko gav tv-serien fire stjerner og skrev, at serien var underholdende og skulle roses for at fortælle en større historie end blot endnu en udgave af den højere danske middelklasses livsstilstrakasserier. I Børsen fik tv-serien jackpot med seks stjerner ud af seks mulige. Anmelderen syntes, at serien på fremragende vis koblede en interesse for Danmarkshistorien med en relevant, moderne og medrivende historie om et ægtepar, der skulle kæmpe for at finde en ny balance i parforholdet og arbejdslivet. I Information mente anmelderen, at serien var en elegant sammenskrivning af en nutidig ægteskabelig krise og et af de store diskussionspunkter i arkæologien, nemlig i hvor høj grad et kønnet blik på fund og kilder har præget nutidens opfattelse af magtfordelingen på Harald Blåtands tid.